# Mário Fofoca (seriado)
Mário Fofoca é um seriado que foi exibido pela Rede Globo entre 13 de março e 3 de junho de 1983, em 17 episódios
Criado por Cassiano Gabus Mendes, o seriado teve a autoria de Bráulio Pedroso, Carlos Eduardo Novaes e Luís Fernando Veríssimo.
Teve como protagonista Luis Gustavo, que havia interpretado Mário Fofoca na novela Elas por Elas no mesmo ano. Em maio de 1996, o personagem foi revivido no humorístico Sai de baixo. Em 2010, o personagem foi novamente revivido na novela Ti Ti Ti.
Em 1º de outubro de 2016, o Viva iniciou a reprise do seriado.

## Enredo
Criado por Cassiano Gabus Mendes para a novela Elas por Elas (1982), o detetive particular Mário Cury, ou Mário Fofoca (Luis Gustavo), fez tanto sucesso que, um ano depois do fim da novela, ganhou um seriado próprio. 
Mário Fofoca era um detetive confuso e desastrado, que soluciona seus casos aos trancos e barrancos e veste sempre os mesmos terno quadriculado e gravata colorida. O episódio de estreia foi escrito pelo próprio Cassiano Gabus Mendes. Mário Fofoca deixa São Paulo e vai morar no Rio de Janeiro com a mãe Raquel (Ana Ariel), uma senhora mal-humorada, que não aprova a profissão do filho, e o pai Evilásio (Felipe Carone), que, ao contrário da esposa, é seu maior fã e incentivador. No Rio, o detetive reencontra seu velho amigo Donato Freitas (Osmar Prado), um corretor de imóveis que possui um escritório ao lado do seu e acaba servindo como parceiro nas investigações.

## Elenco
| Ator/Atriz    | Personagem                |
| ------------- | ------------------------- |
| Luis Gustavo  | Mário Cury (Mário Fofoca) |
| Osmar Prado   | Donato Freitas            |
| Ana Ariel     | Raquel Cury               |
| Felipe Carone | Evilásio Cury             |

### Participações especiais
- Ilka Soares - Mônica
- José Augusto Branco - Mesquita
- Lícia Magna - Gerente
- Maria Cláudia - Lisandra
- Cláudia Jimenez
- Oscar Magrini
- Regina Tonini - Rita
- Adalberto Nunes - Juca Ratão
- Adele Malheiros - Estudante
- Andreia Immendorf - Loura
- Russo
- Antônio Ismael - Boneco
- Carlos Kurt - Professor Grossman
- Carmem Figueira - Repórter
- Claudioney Penedo - Carcereiro
- Fábio Rocha - Velhinha
- Júlia Miranda - Dona Marta
- Luiz Magnelli - Faxineiro
- Nelson Freitas - Policial
- Newton Martins -Delegado
- Orival Pessini - falso Fofoca
- Pepa Figueiredo - Cientista
- Tetê Pritzl - Doutora Karin

## Episódios[7]
1. Vista chinesa (13/03/1983)
2. Socorro, mamãe (20/03/1983)
3. Nem tudo que sobe desce (27/03/1983)
4. O estrangulador de Copacabana (03/04/1983)
5. Doce Vampiro (10/04/1983)
6. Detetive pra cachorro (17/04/1983)
7. O rei dos bicheiros (24/04/1983)
8. Espiões de biquíni (01/05/1983)
9. O circo da morte (08/05/1983)
10. Escola de panteras (05/06/1983)
11. E.T – o extra tomate (12/06/1983)
12. O bandido chinês (19/06/1983)
13. O árabe louco (26/06/1983)
14. O homem que conseguiu um emprego (03/07/1983)
15. A cigana me enganou (07/08/1983)
16. O milongueiro de falotas (14/08/1983)
17. Um fofoca de proveta (21/08/1983)